# Снежная лавина (метод погашения кредитов)
Снежная лавина (англ. Debt avalanche method или Debt stacking method) — это метод погашения кредитов, при условии что их количество больше одного. Согласно этой стратегии, начинать расплачиваться надо со счетов с наиболее высокой процентной ставкой (при условии что невозможно консолидировать долг по более низкой процентной ставке). После погашения кредита с наибольшей процентной ставкой переходят к кредиту со следующей по величине процентной ставкой и расплачиваются по нему. И так до тех пор, пока не будут погашены все кредиты. Метод снежной лавины является самым быстрым методом выплаты долга, и он обеспечивает выплату наименьшего процента в целом. Этот метод иногда противопоставляется методу «снежного кома», при котором сначала оплачиваются счета с наименьшим сальдо.

## Методология
Основные шаги при погашении кредита по методу снежной лавины следующие:
1. Расположить все долги в порядке убывания процентной ставки от наибольшей к наименьшей. При этом имеет значение только процентная ставка, действующая в настоящий момент.
2. Выплатить минимальный платёж по каждому долгу.
3. Определить, сколько дополнительного можно выплатить по долгу с наиболее высокой процентной ставкой.
4. Выплатить дополнительную сумму в счёт этого долга с наиболее высокой процентной ставкой (в дополнение к минимальному платежу).
5. Повторять, пока все долги не будут оплачены полностью.

## Эффективность
С математической точки зрения метод снежной лавины более эффективен, чем метод снежного кома. Однако, в статье на Forbes Роб Бергер отмечает, что «люди на самом деле не являются рациональными существами» и подчёркивает, что исследования, как правило поддерживают метод снежного кома в реальных сценариях